# Pablo César
Pablo César (Buenos Aires, 26 de febrer de 1962) és un director, productor, guionista i professor universitari argentí de cinema. Va començar la seva carrera com a cineasta en l'escena portenya del curtmetratge independent en format Super-8, realitzant més de vint obres entre els anys 1970 i 1980, entre les quals destaquen Del génesis (1980), Ecce civitas nostra (1984) —codirigit amb Jorge Polaco— i Memorias de un loco (1985). El 1983, César va dirigir el seu primer llargmetratge en Super-8, De las caras de los espejos, bolcant-se al format de 35 mm a partir del seu segon llargmetratge, La sagrada família (1988), pel·lícula irònica que funciona com a crítica a l'abús de poder, i com al·legoria de l'època de la última dictadura cívic-militar a l'Argentina.
César ha estat pioner a desenvolupar coproduccions entre el seu país i nacions d'Àfrica i Àsia del Sud. És el primer director argentí a realitzar coproduccions amb la l'Índia, l'únic cineasta d'Amèrica Llatina que ha dirigit coproduccions amb països africans, incloent Tunísia, Benín, Mali, Angola, Namíbia, Etiòpia, Marroc i Costa d'Ivori. Les seves primeres coproduccions van ser l'anomenada «trilogia dels triomfs», inspirada en antics poemes sufí i en textos sobre diferents mitologies. Està composta per les pel·lícules Equinoccio, el jardín de las rosas (1991), Unicornio, el jardín de las frutas (1996) i Afrodita, el jardín de los perfumes (1998), filmades a Tunísia, l'Índia i Mali, respectivament filmades a Tunísia, l'Índia i Mali, respectivament.
El 1994 va estrenar Fuego gris, pel·lícula sense diàlegs que va comptar amb disset composicions originals de Luis Alberto Spinetta, l'única banda sonora en la carrera del músic. Li van seguir els films Sangre (2003) —en el qual va virar cap a un estil realista i autobiogràfic— i Hunabkú (2007), rodat a El Calafate i el glaciar Perito Moreno. César va continuar realitzant coproduccions en el continent africà al llarg dels anys 2010, filmant Orillas (2011) a Benín, Los dioses del agua (2014) a Angola i Etiòpia, El cielo escondido (2016) a Namíbia, i El llamado del desierto (2018) al Marroc. La seva pel·lícula Pensando en él (2018) a ser la segona coproducció entre l'Argentina i l'Índia, i representa la trobada entre Rabindranath Tagore i Victoria Ocampo en 1924. El film més recent del director és El día del pez (2020) —la primera coproducció entre l'Argentina i Costa d'Ivori— que tanca una trilogia conformada al costat de Los dioses de agua i El cielo escondido.
L'obra de César —íntegrament realitzada en format fílmic— és considerada un exponent del cinema independent i d'autor, caracteritzada pel seu ús poètic, simbòlic i contemplatiu del llenguatge cinematogràfic. El contingut de les seves pel·lícules està influenciat pels seus estudis sobre la mitologia, la etnologia i l'etnografia de diversos països, explorant temes com ara el postcolonialisme, el llegat de la filosofia i cosmogonia africana, els llaços entre Orient i Occident, l'impacte de la comunitat afrodescendent a l'Argentina, i la posada en escac de les pràctiques tradicionals de representació d'Àfrica i l'Índia. César és defensor de l'anomenada «Cooperació Sud-Sud», promovent maneres de producció, distribució i difusió de pel·lícules del sud global que contrastin amb les tendències dominants. Ha estat premiat en diversos festivals de cinema al llarg de la seva carrera, entre ells el Festival de Cinema de Londres, el Festival Mundial de Cinema de Huy, el Festival Internacional de Cinema de Figueira da Foz, el Festival Internacional de Cinema d'Amiens, i el Festival Internacional de Cinema de Houston. Ha integrat el jurat de diversos festivals internacionals, entre ells el Festival Internacional de Cinema de l'Índia, el Festival Internacional de Cinema de Kélibia, el Festival de Cinema de Cartago,  el Fespaco, el Festival Internacional de Cinema d'Amiens i el Festival de Cinema Jove de Mont-real. César és professor universitari a la Universitat del Cinema de Buenos Aires des de 1992, sent un dels primers docents de la institució.

## Biografia

### 1962–1982: Infantesa i inicis en format de Super-8

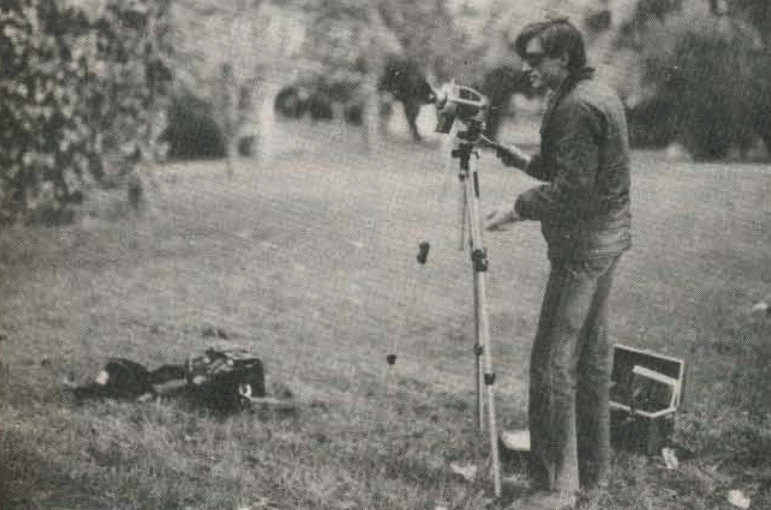
César filmant amb una càmera de Super-8 en 1981.

Pablo César va néixer el 26 de febrer de 1962 a Buenos Aires. Als 6 anys va començar a realitzar historietes, aprenent a través d'un curs de correu, ja que no existien escoles on formar-se. Entre els 10 i els 13 anys, César va editar el butlletí Patatus, venent-lo en el col·legi Champagnat —on cursava els seus estudis primaris— i fins i tot en alguns quioscos de la zona. En 1975, el seu germà gran José li va obsequiar una filmadora de Super-8 i, des de llavors, «va cremar rotllos» durant dos anys registrant escenes familiars. Quatre anys més tard, José va morir en un accident. En una entrevista de 2017, César va notar el que va significar aquell regal:
| « | Em va permetre moltes coses perquè la meva adolescència va ser robada per la dictadura, jo tenia 12 anys i als pocs mesos que el meu germà em regala la càmera, a finals del 75, el país es va transformar i això va ser una arma on vaig bolcar els meus somnis, els meus malsons. Com tot estava prohibit, amb tota la ignorància de com contar una pel·lícula, perquè no hi havia escoles de cinema, excepte la d'Avellaneda, però la meva mare durant 1979 no volia que jo viatgés fins allí perquè et paraven a cada estona, no hi havia res, calia sortir i filmar. | » |

César va fer els seus primers passos com a cineasta en l'escena del curtmetratge independent en Super-8. Encoratjat pel seu germà José, va realitzar el seu primer curtmetratge La diversión del rey (animació de 8 minuts) el 1975, als 13 anys. El 1977, va filmar set títol: Lúgubre venganza (argumental de 7 minuts), Aventuras en el reino (animació amb ninots de 12 minuts), El espiritista (argumental de 45 minuts), El caso Mandrox (argumental de 15 minuts) i El medallón (argumental de 12 minuts). El 1979 va realitzar Objeto de percepción (argumental de 12 minuts), La máquina (argumental de 18 minuts), La viuda negra (argumental de 15 minuts), Itzengerstein (argumental de 18 minuts) i La visión de Ezequiel (argumental de 10 minuts).
En aquells anys no era fàcil filmar al carrer, per la qual cosa es recorria a parcs o cases. A més, l'únic espai que existia dedicat al curtmetratge independent era la Unión de Cineastas de Paso Reducido (UNCIPAR), que cada dissabte organitzava trobades en la seu de Unione e Benevolenza, a Buenos Aires. Allí es feia cinema debat i es projectaven alguns curtmetratges, dels quals un era votat per a quedar en la final. La primera pel·lícula de César a competir en el concurs de la UNCIPAR va ser La màquina, seguida per Itzengerstein.
En 1980, va dirigir les pel·lícules Apocalipsis (experimental de 7 minuts), Del génesis (argumental-experimental de 8 minuts) i Black Sabath (argumental de 16 minuts). Del génesis va ser la primera pel·lícula amb la qual César va començar a guanyar premis. En 1980, va obtenir el primer premi en la categoria experimental de l'Ateneo Foto-Cine Rosario, esment al millor muntatge i tercer premi (sense categoria) en el concurs del Cercle de Cineastes Marplatenses, i esment especial a UNCIPAR. El 1981, Black Sabbath fou exhibit a la trobada de la Unión Internacional de Cine Amateur (UNICA).

### 1983–1989:De las caras del espejoiLa sagrada familia

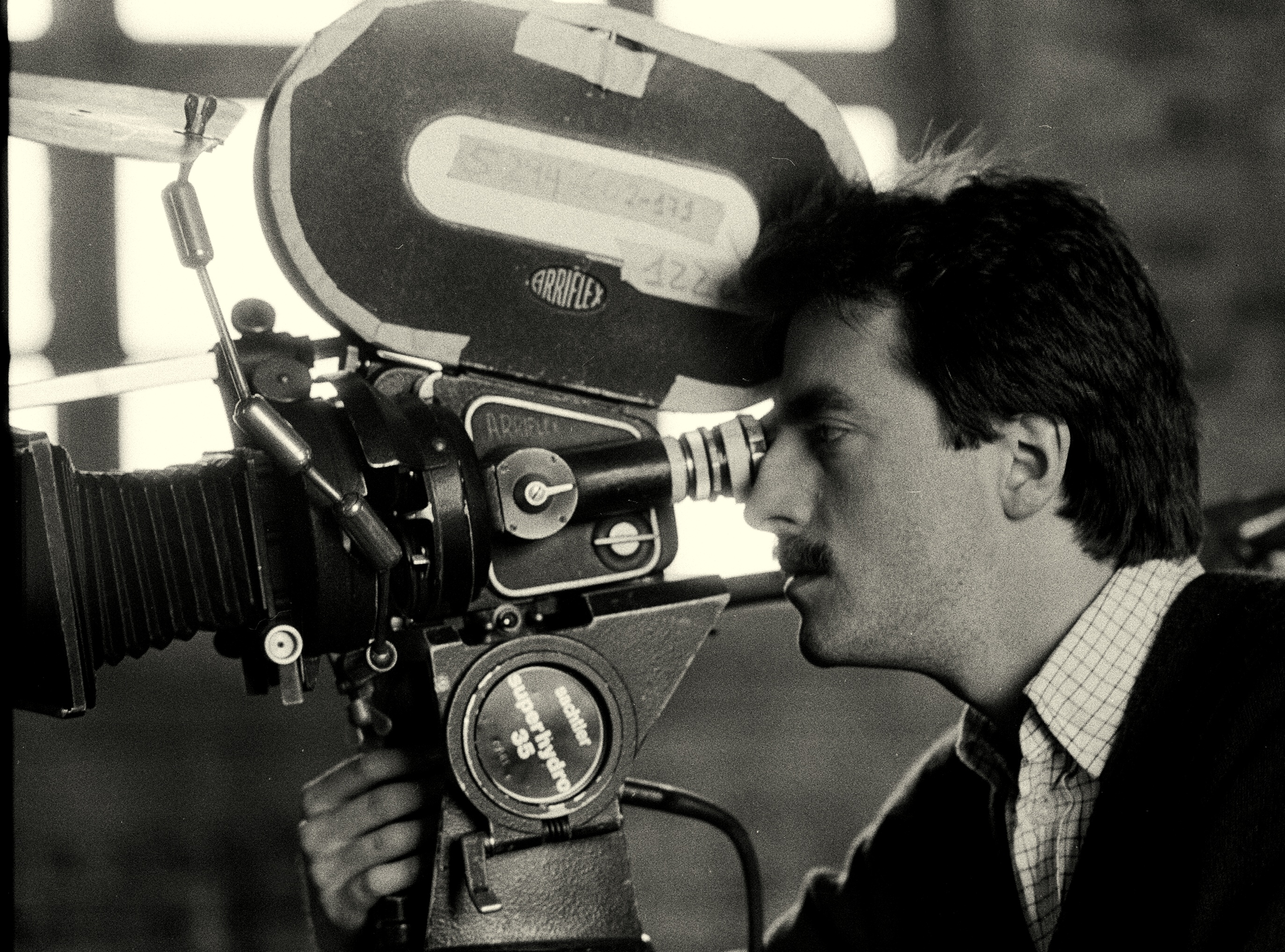
César durant el rodatge de La sagrada familia (1988), el seu primer llargmetratge en format de 35 mm.

César va realitzar el seu primer llargmetratge, De las caras de los espejos (rodat en Super-8), el 1983. La pel·lícula va obtenir el primer premi en la categoria juvenil d’UNICA. Aquell mateix any, De las caras del espejo també va rebre el premi a Millor Fotografia en les Jornades Argentines de Cinema No Professional, dutes a terme per la UNICPAR a la ciutat de Vila Gesell. En 1986, va estudiar Semiologia i semiòtica del cinema a la Universitat de París VIII en Saint-Denis, França.
El 1985, les pel·lícules De las caras del espejo i Memorias de un loco (argumental de 35 minuts basat en el conte de Nikolai Gógol) foren exhibides al públic al Centro Cultural General San Martín, Buenos Aires. Aquest any, va presentar De las caras del espejo, Ecce civitas nostra (documental de 15 minuts co-dirigit amb Jorge Polaco) i Memorias de un loco a la Unió de Cineastes de Moscou, a la capital soviètica, viatjant després a Kutaisi, República Socialista Soviètica de Geòrgia, per participar en el Festival de Cinema per a Nens i Joves dut a terme per la Organización de Pioners Vladimir Lenin..
En 1986, César va realitzar una gira per Hongria, Txecoslovàquia i la República Democràtica Alemanya, on va exhibir De las caras del espejo i els curtmetratges Del génesis, Ecce civitas nostra i Memorias de un loco. Aquell any, De las caras del espejo a ser premiada amb la Medalla de Bronze en el 30° Festival de Cinema de Londres i amb la Palma de Plata en el 26° Festival Mundial de Cinema de Huy, en la ciutat belga. En ocasió de la visita oficial del President Raúl Alfonsín a la Unió Soviètica a l'octubre de 1986, les pel·lícules Ecce civitas nostra i Memorias de un loco van ser exhibides en la televisió del país. També en 1986, César va treballar com assistent de direcció de Jorge Polaco en la pel·lícula Diapasón, fent-ho també un any després per a En el nombre del hijo.
El setembre del 1987, César va iniciar el rodatge de La sagrada familia, el seu segon llargmetratge però el primer rodat en format de 35 mm, amb guió de Juan Carlos Vezzulla. La pel·lícula es va rodar en la seva major part en una sitja abandonada de la zona portuària de Buenos Aires, amb exteriors filmats a d'altres locacions dels afores de la ciutat. La sagrada família es va estrenar comercialment a l'Argentina l'1 de juliol de 1988.. El 1988 va rebre el Premi del Jurat al Festival Internacional de Cinema de Figueira da Foz, Portugal. També va ser presentada en la Setmana Internacional de Cinema d'Autor de Màlaga, Espanya, al maig de 1989, on va rebre el Premi del Público a la Millor Pel·lícula. A l'Argentina, La sagrada familia va competir al Festival de Cinema d'Òperes Primes de Bariloche de 1988, on va obtenir els premis a Millor Interpretació Masculina (Ariel Bonomi), Millor Treball de Cambra (Oscar López), i Millor Escenografia (Ramiro Cesio). López i Cesio van ser novament premiats al Festival de Cinema de Santa Fe. En 1989, La sagrada família  va rebre el premi a la Millor Òpera Prima als Lauro Sin Cortes, organitzats per la revista de cinema Sin Cortes.
En 1989, César es va exercir com a assessor artístic de Jorge Polaco per a la pel·lícula Kindergarten. Del 29 de juliol al 5 d'agost d'aquest any, el director va integrar el jurat oficial del Festival Internacional de Cinema de Kélibia, Tunísia, on va exhibir La sagrada familia fora de competició. En concloure les activitats del festival, César va ser un dels signants del Manifest per a la Difusió del Curtmetratge Independent al costat dels cineastes Laurent Huet (França), Denis Laplante (Canadà), Michel Lomet (Bèlgica), Darvish Hayatu (Iran), Michel Ionascu (França), Richard Kaplan (EUA), Idriss Diabaté (Costa d'Ivori), Viola Shafik (Alemanya), Nick Deocampo (Filipines) i Taoufik Abid (Tunísia), entre d'altres. Aquest document va ser distribuït a les autoritats oficials dels països dels signants, exigint la presència de pel·lícules independents en espais de difusió com el cinema i la televisió. Aquesta visita a Tunísia va ser el primer viatge de César al continent africà i a partir d'aquí va néixer la idea de fer una pel·lícula en coproducció entre tots dos països.

### 1990–2002: La «trilogía de los triunfos» iFuego gris
En 1990, César va signar un contracte de coproducció amb Tunísia per a filmar la pel·lícula Equinoccio, el jardín de las rosas, convertint-se en el primer director llatinoamericà a dirigir una coproducció en el continent africà. El rodatge es va dur a terme entre juliol i agost d'aquest any, a les localitats tunisianes de Mahdia, La Chebba, Matmata, El Djem i l'illa de Djerba. En 2014, César va reflexionar sobre l'experiència:
| « | Va ser el meu primer pas en alguna cosa que no m'havia imaginat que succeiria: les coproduccions amb nacions africanes. Record quan vaig ingressar al soc de Tunísia. Tenien un arc a l'entrada. En sortir vaig passar pel costat sense adonar-me i em vaig detenir. Vaig observar que havia sortit d'altra banda i llavors em vaig preguntar si veritablement havia pogut sortir d'aquest magnetizante univers. | » |

L’estrena argentina d’Equinoccio, el jardín de las rosas va coincidir amb l'obertura de l'Ambaixada de Tunísia a Buenos Aires a l'abril de 1991. Entrevistay pel diari La Prensa, l'Encarregat de Negocis comissionat per a l'obertura de l'ambaixada, Hassine Souki, va declarar: «La cultura ja ens uneix per mitjà d'un conveni signat en 1968 que ha donat fruits múltiples, l'últim dels quals és el cinema, per mitjà de la coproducció recentment coneguda de Equinoccio, el jardín de las rosas, de Pablo César.»
Entre 1991 i 1993, César va ser professor a l'escola de cinema Serguei Eisenstein de la Societat Argentina de Relacions Culturals amb l'URSS (SARCU), on havia estudiat rus. SARCU es va dissoldre arran de la dissolució de l'URSS en 1990, i César va reprendre la docència en 1992 després de la fundació de la Universitat del Cinema de Buenos Aires, de la qual va ser un dels primers professors i continua exercint fins a l'actualitat.
El tercer llargmetratge en 35 mm de César va ser Fuego gris, el guió del qual va escriure al costat de Gustavo Viau. Per a la banda sonora del film, César va contactar al músic Luis Alberto Spinetta, proposant que li facilités els drets d'algunes cançons i, si desitjava, que en compongués alguna per a la pel·lícula. Spinetta va considerar que no era adequat utilitzar cançons velles perquè «s'havien fet amb altres fins» i, en canvi, li va oferir a César compondre la música de tota la pel·lícula, basada en el guió ja escrit. En la seva biografia de Spinetta, el periodista Sergio Marchi va notar la novetat que això va significar per a la carrera del músic: «No deixa de ser curiós que, justament, Spinetta, un artista al qual mai ningú li va poder posar condicionaments, acceptés treballar un nou cos de cançons que han d'ajustar-se a la restricció d'un guió. Aquestes disset cançons conformarien un dels discos més irregulars d'un artista per si mateix irregular: Fuego gris podria funcionar com a seqüela de Pelusón of milk, i d'alguna manera repeteix la seva estructura encara que lleugerament alterada».
Fuego gris es va rodar en 1993 a Buenos Aires, amb algunes escenes filmades a Cap Verd. En una entrevista televisada durant el rodatge de la pel·lícula, César va explicar:
| « | És la primera vegada que [Spinetta] fa això en cinema argentí. Jo li vaig portar el projecte, no el coneixia personalment. Li vaig mostrar Equinoccio, el jardín de las rosas, una coproducció que jo vaig fer amb Tunísia l'any 1990 que va ser el meu segon llargmetratge. Li va agradar molt aquest projecte, continua dient que per a ell és una pel·lícula molt agosarada (...). I a partir d'aquest llavors, amb el guió... Fins i tot ell va participar en el guió. No vull dir que sigui guionista, ell ens va donar idees en el guió de la pel·lícula. I comencem a treballar on anava cada cançó. Perquè no és que va una cançó que conta el que està passant (...), per a això que ho faci un altre músic i que ho dirigeixi un altre. La idea de la lletra és que és molt poètica, molt forta, que l'està escrivint Spinetta... | » |

Per al cartell de Fuego gris, César i Spinetta van contactar a l'artista Ciruelo Cabral, la il·lustració de la qual també va ser utilitzada per a la tapa de la banda sonora, lanzada por Polydor Records el 1994. La pel·lícula va ser presentada en l'edició de 1994 del Festival Internacional del Nou Cinema Llatinoamericà de l'Havana i el Festival Internacional de Cinema de l'Índia (IFFI); i es va estrenar a Argentina al cinema Maxi de Buenos Aires el 26 d'agost d'aquest any. Va ser una de les úniques cinc pel·lícules argentines que van ser estrenades el 1994.

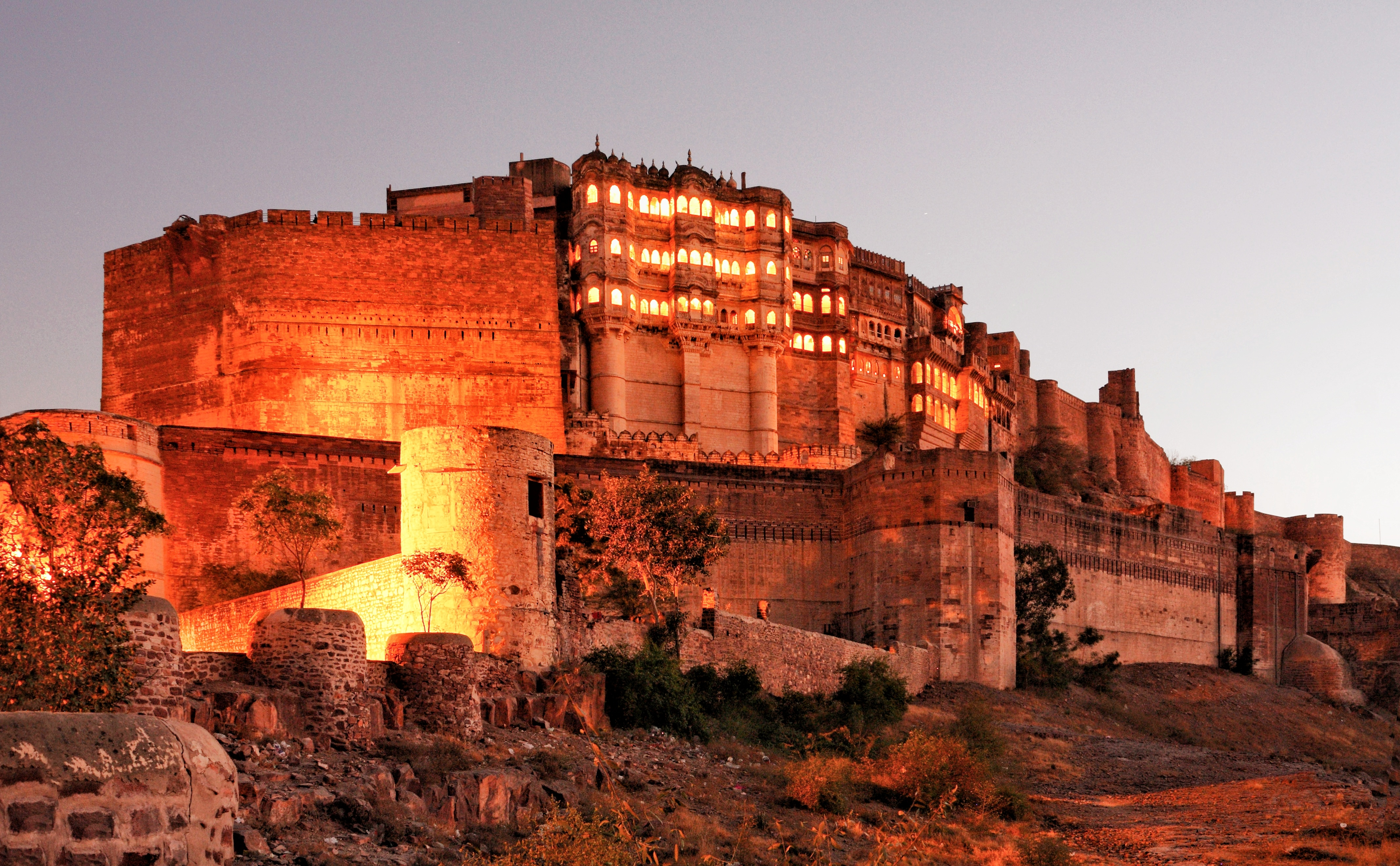
Vista de Jodhpur, una de les locacions d'Unicornio, el jardín de las frutas (1996), la primera coproducció entre l'Argentina i la l'Índia. Originalment planejada per a ser filmada en estat de Karnataka, la pel·lícula finalment va ser rodada en Rajasthan.

Mentre es trobava en Calcuta presentant Foc gris en el IFFI (realitzat entre 10 i el 20 de gener de 1994), César va entrar en contacte amb productors indis per a trobar la locació de la seva pròxima pel·lícula,, Unicornio, el jardín de las frutas, la segona part de l'anomenada «trilogia dels triomfs» que havia començat amb Equinoccio, el jardín de las rosas. Una de les propostes de coproducció que va rebre era rodar en el estat de Karnataka, encara que els seus paisatges no coincidien amb la idea de César de tenir un decorat més desèrtic i de colors daurats. La nit del 14 de gener, César va ser convidat a la suite de l'Hotel Taj Bengal de Calcuta on s'allotjava el cineasta italià Michelangelo Antonioni, per a sopar amb ell, Fernando Solanas i les seves respectives esposes. Antonioni li va recomanar que filmés Unicornio, el jardín de las frutas en l'estat de Rajasthan, ja que s'adequava a les característiques que estava buscant. No obstant això, després de la insistència d'un productor indi, César va viatjar a Karnataka i va signar un contracte de coproducció per filmar en aquell estat. Per incompliment de la part d'aquest productor indi, César va viatjar novament a l'Índia i es va contactar amb el director Murali Nair, signant un nou contracte de coproducció per a rodar la pel·lícula a Rajasthan. Filmada dins i als afores de Jaisalmer i Jodhpur, a l'estat de Rajasthan, Unicornio, el jardín de las frutas és la primera coproducció entre l’Argentina y l’India. Es va estrenar a l'Argentina el 12 de desembre de 1996, i va participar en el Fespaco de l'any següent. En una entrevista de César i Nair per a Clarín en ocasió de l’estrena del film, el periodista Diego Lerer va escriure:
| « | Ha arribat aquí (la redacció) en companyia de Murali Nair, un jove hindú que va servir de productor per la part de l'Índia en aquesta primera coproducció entre els dos països. Nair no era el productor original de Unicorn, per la part índia, però l'empresari que havia tancat tracte amb Pablo César no sols al principi li va ocasionar molts problemes (segons referirà el director més a baix) sinó que després va tenir la descortesia de morir-se. Passen coses agradables en una filmació. Sobretot si és a tants milers de quilòmetres de casa. Però el realitzador ja és un expert en això de filmar contra vent i marea. | » |

L’última part de la «trilogía de los triunfos» és Afrodita, el jardín de los perfumes, estrenada el 1998. a pel·lícula va ser una coproducció amb Mali i es va rodar en un llogaret de l'ètnia dogon anomenada Na-Komo a la rodalia de Sangha, on estan els penya-segats de Bandiagara; i en la localitat de Gao, en el nord-oest del país. C César va viatjar a Mali al gener de 1997 i es va reunir amb el Centre Nacional de Producció Cinematogràfica (CNPC) en la localitat de Hombori, presentant-los el projecte d'Afrodita, el ardín de los perfumes. Va tornar al país africà el 14 d'agost de 1997 i va signar el contracte de coproducció amb el CNPC a la ciutat de Bamako, iniciant el rodatge al maig de l'any següent. En tornar a l'Argentina, el material filmat en Gao mai va arribar a les mans del director i est es va veure obligat a tornar a la localitat maliana per a filmar les escenes de la pel·lícula novament. Per a poder solucionar els costos de tornar a filmar les escenes extraviades, César va decidir hipotecar la seva oficina amb l'esperança d'un suport de l'Instituto Nacional de Cine y Artes Audiovisuales (INCAA). El 8 d'agost de 1998, el director va expressar en una entrevista amb Clarín: «Quan arribem aquí (l'Argentina) ens trobem que s'havia extraviat un dels embalums, amb el 30% del material imprès. La companyia aèria diu que apareixerà, però com encara no va ocórrer, vaig optar per tornar allà (a Mali) i filmar de nou. I com les assegurances argentines no cobreixen aquests riscos, estic més endeutat que abans»».

### 2003–2011:Sangre,HunabkúyOrillas

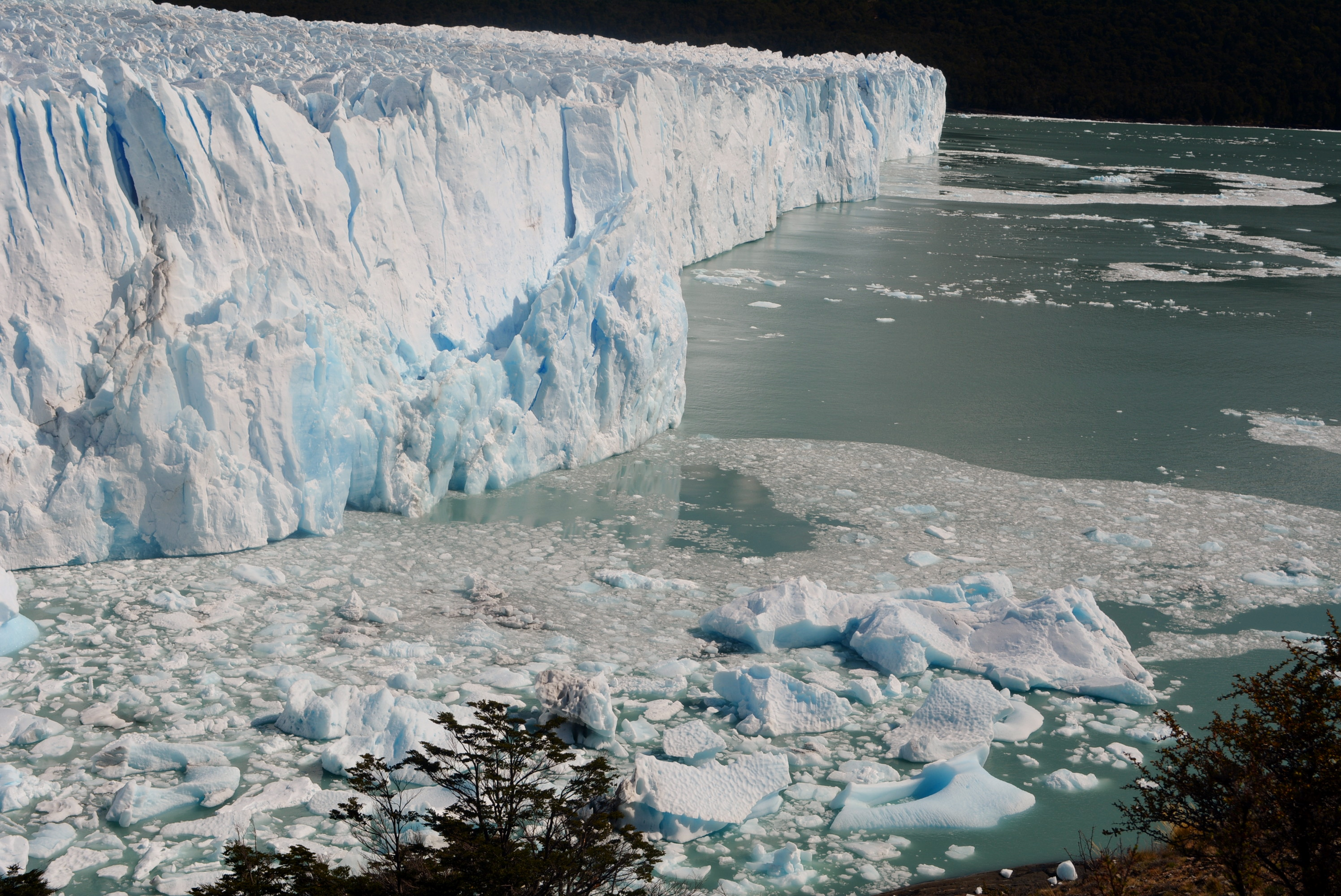
Gran part de la pel·lícula Hunabkú (2007) —realitzada amb el suport del INCAA i la Municipalitat d'El Calafate— fou rodada al glacera Perito Moreno, a la Patagònia argentina.

Sangre és el sisè llargmetratge en 35 mm de César, amb guió d'ell al costat del seu germà Mike. Va ser exhibida per primera vegada al novembre de 2003 com a part de la Competència Oficial del Festival Internacional de Cinema d'Amiens, en la ciutat francesa, on la protagonista Ivonne Fournery va rebre el Premi a Millor Actriu. La pel·lícula es va estrenar a Argentina el 4 de desembre de 2003.
La seva següent pel·lícula, Hunabkú, va ser filmada a El Calafate i el glacera Perito Moreno, Província de Santa Cruz, a la Patagònia argentina; realitzada amb el suport del INCAA i la Municipalitat del Calafate. La pel·lícula es va rodar al setembre de 2006, la qual cosa va complicar la direcció de so per ser un mes ventós. Gran part de Hunabkú fou filmada en condicions de riesc, degut al perill de caminar sobre la glacera. En una entrevista amb Los Andes, el director va comentar al respecte: «Per sort no va haver-hi cap accident. Però hi ha un moment en què Lucas (Arévalo), el protagonista, se sent atret per l'aigua gelada de la glacera i es llança a ella sense trucs digitals. Van ser tres repeticions de l'escena i en dues d'elles la glacera va tronar i va deixar anar un tros de gel important que va produir unes ones gegants». César va explicar com se les va enginyar per filmar a la glacera en una nota per a la revista de Kodak In Camera:
| « | Al cineasta argentí Pablo César li encanta rodar en condicions de risc. Ha dirigit pel·lícules en el desert del Sàhara i en el nord de l'Índia. La seva producció més recent, Hunabkú, es va produir a la Patagònia, i gran part de l'acció va tenir lloc en una glacera que s'eleva 90 metres sobre l'oceà. César li va demanar al director de fotografia Abel Peñalba que s'unís a ell en l'aventura. El duo havia col·laborat prèviament al llargmetratge Sangre. «Quan vam fer l'exploració a principis de 2006, la glacera semblava un enorme mantell blanc capaç de transmetre la pau necessària», diu César. César va decidir des d'un principi que la pel·lícula es produiria en format de 35mm. «Malgrat els avanços que ha fet la tecnologia digital en els últims anys, encara no em convencen els resultats que he vist», comenta. «A més, el cost de llogar una de les càmeres digitals realment bones és molt alt, igual que el cost dels processos de transferència de digital a 35 mm». D'acord amb aquest enfocament, Peñalba va utilitzar distàncies focals «normals» i llum natural, evitant en la mesura del possible la llum de farciment fort. En la glacera, va usar només un farciment suau reflectit per a ajustar els primers plans. Va usar la relació d'aspecte Academy 1.85 perquè va considerar que s'adaptava millor als paisatges, i va triar les pel·lícules Kodak Vision 2 250D i Kodak Vision 2 500T. | » |

Hunabkú es va estrenar a l'Argentina a l'octubre de 2007. El mes següent, la pel·lícula va ser presentada en el IFFI, realitzat a la ciutat de Goa, on César també va integrar el jurat. Hunabkú també va participar en el Festival de Cinema Llatinoamericà de Biarritz, el Cinemagic Film Festival en Belfast, el Festival Internacional de Cinema d'Amiens IFFI i Festival Internacional de Pune a l'Índia.

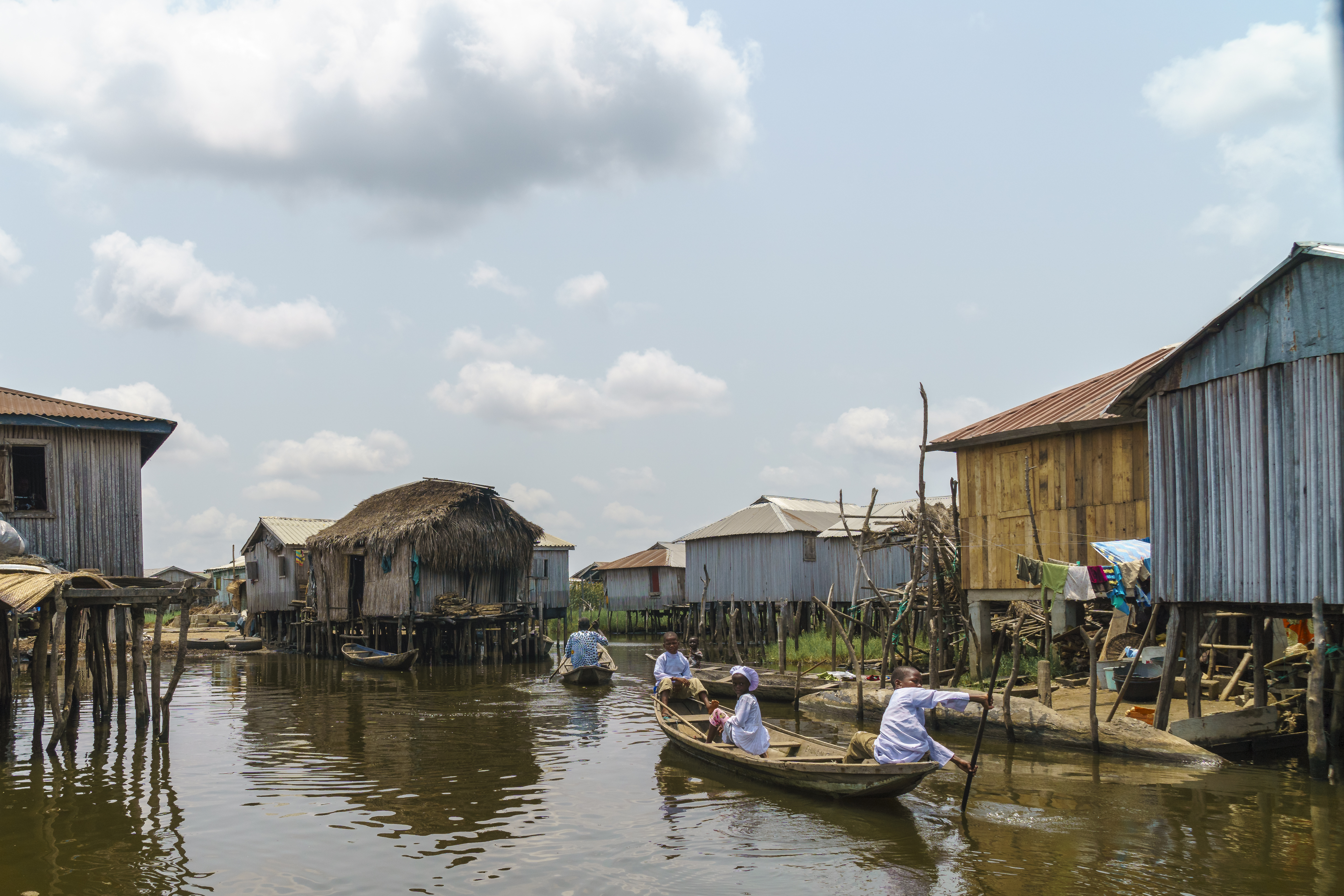
La ciutat de Ganvié —onstruída sobre les aigües del Llac Nokoué— va ser una de les locacions de la pel·lícula Orillas (2011), primera coproducció entre Argentina i Benín.

El 2008, César va viatjar a Benín al costat del guionista Jerónimo Toubes, visitant les ciutats de Ganvié i Ouidah, amb la finalitat de desenvolupar una pel·lícula sobre les arrels africanes en la població de l'Argentina. L'any següent, César va tornar a Benín acompanyat pel productor executiu Pablo Ballester, signant un contracte de coproducció amb la Direcció de la Cinematografia de Benín. El 26 de febrer de 2010 es va iniciar el rodatge del film resultant, Orillas, amb dues setmanes de filmació en Sakété i altres dues en Ouidah, Ganvié i Porto Novo. Ribes és la primera coproducció cinematogràfica de l'Argentina amb un país de l'Àfrica subsahariana. EEn ocasió del film, l'Ambaixadora Argentina a Nigèria, Susana Pataro, va escriure al setembre de 2010: «Al novembre passat quan Pablo César va visitar els llocs de la filmació vam tenir oportunitat d'acompanyar-ho en part de la recorreguda per llocs emblemàtics com la localitat de Ouidah, des d'on van partir milers d'esclaus cap a les Amèriques. Avui és un afable port de pescadors al qual s'arriba des de Cotonou, la trepidant capital de Benín, després d'un recorregut d'una hora. Fins a arribar a la petita platja es transita per la "ruta de l'esclau" en un trajecte escruixidor de poc mes de 2 km».
Orillas combina dues històries entrellaçades, una situada a Benín i una altra a l'Argentina. El rodatge de la porció argentina es va dur a terme a l'abril de 2010 i va durar 4 setmanes, de les quals 2 van succeir íntegrament en l'Illa Maciel. L'elenc argentí d'Orillas va ser una mescla d'actors professionals —com Javier Lombardo, Daniel Valenzuela i Dalma Maradona— amb joves locals de l'Illa Maciel sense experiència en actuació. Durant un assaig de la pel·lícula, un veí va jutjar als joves per la seva aparença i va creure estar presenciant un robatori, produint que s'enviessin quaranta agents de policia a la locació. La banda sonora d'Orillas inclou alguns temes que van ser composts especialment per a la pel·lícula pels Ñeris del Docke, banda d'hip hop de l'Illa Maciel.
En 2010, César va ser l'impulsor d'un acord de cooperació entre l’INCAA i la Direcció de Cinematografia de Benín, per a realitzar convenis de coproducció cinematogràfica entre totes dues nacions. Orillas es va estrenar a Buenos Aires el 10 de novembre de 2011, un any després d'haver-se acabat. La pel·lícula es va presentar al Nova York International Llatí Film Festival als EUA, el Festival de Cinema de Bogotà a Colòmbia; el Cinemaissí a Finlàndia; el Festival international de cinéma Vues d'Afrique al Canadà; el Ruanda Film Festival a Ruanda; el Festival de Cinéma Image et Vie al Senegal; el Festival Internacional de Cinema de Drets Humans a Bolívia; i ‘IFFI a Goa. En 2012, Ribes va obtenir el Premi Especial del Jurat i el Premi del Públic al Festival Quintessence de la ciutat d’Ouidah.

### 2012–present: Segona trilogia,Pensando en éliEl llamado del desierto

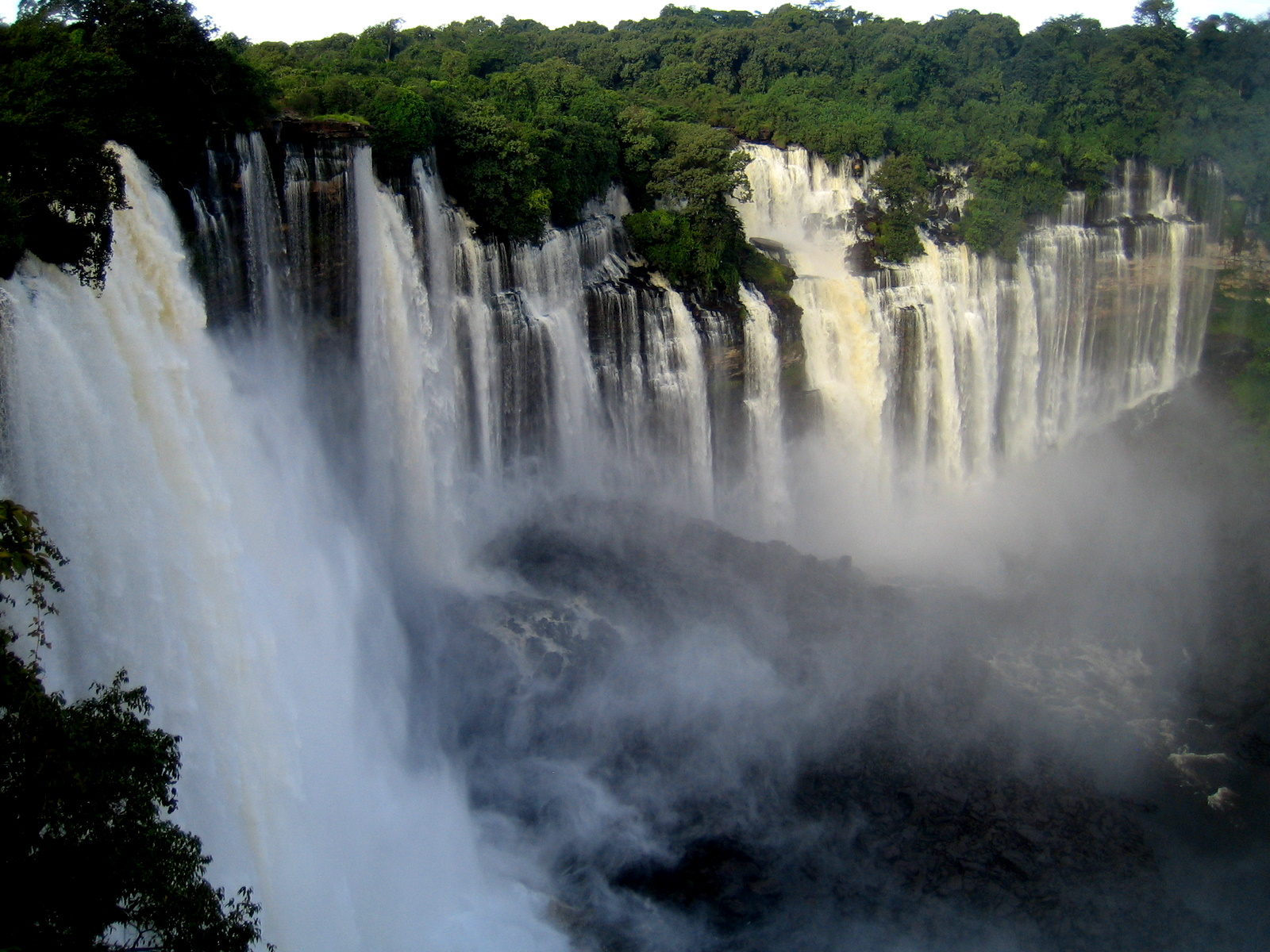
Les Cascades Kalandula foren una de les locacions de Los dioses de agua (2014), primera coproducció entre Argentina, Angola i Etiòpia.

El 2012 —invitat per la presidenta de l’INCAA Liliana Mazure er ser l'únic argentí a dirigir coproduccions amb Àfrica— César va integrar la missió comercial que va acompanyar a la Presidenta Cristina Fernández de Kirchner a la Fira d'Indústries Argentines en Luanda, Angola. Allí va començar a establir contactes amb l’Instituto Angolano do Cinema e do Audiovisual (IACA) buscant coproduir Los dioses de agua. César va realitzar tres viatges a Angola abans de signar el contracte de coproducció amb l’IACA, i una vegada a Etiòpia abans de fer el mateix amb l'empresa Blue Nile Toon.
Protagonitzada per Juan Palomino i Charo Bogarín (cantant del grup Tonolec), Els déus d'aigua va ser rodada en diferents geografies de Lunda Nord i Malanje, a Angola, especialment en la zona de les Cascades de Kalandula i en les Pedres Negres de Pungo Andongo; i s Addis Ababa i Lalibela, a Etiòpia, en antics monestirs coptes i en una zona d'obeliscs mil·lenaris. Es va convertir així en la primera coproducció entre l'Argentina, Angola i Etiòpia. El rodatge va portar quatre setmanes a Angola, deu dies a Etiòpia, una setmana en Formosa i tres a Buenos Aires. En 2017, César va recordar: «Vaig anar a filmar a llocs difícils, no vaig anar a filmar a les capitals, filmem en les Cataractes de Kalandula a Angola i vam anar a buscar un xaman que estava a 30 quilòmetres de la frontera amb el Congo. Anàvem per un camí de terra vermella i al costat un fullatge verd i algú va voler orinar i el xofer li va dir que havia de fer-ho al costat de l'acte perquè el camp podia estar minat i també podia haver-hi lleons». Durant el rodatge a Angola, un escamot de desconeguts va voler pujar a la força a l'avió que havia llogat César per a l'equip, la qual cosa va esdevenir en un altercat físic.
Los dioses de agua es va estrena a l’IFFI a Goa el día 21 de novembre de 2014. El 2015, la pel·lícula va obtenir els premis a Millor Pel·lícula Estrangera i Millor Director en el Festival Internacional de Cinema de Houston (Next International Film Festival; NIFF). César va convocar al cineasta Paulo Pécora perquè enregistrés el rodatge de Los dioses de agua, originalment pensat com un «making off» per a ser inclòs com a extra d'un DVD. Tenmateix, la quantitat de material que va filmar Pécora va ser tanta que va decidir recopilar-la en el documental Amasekenalo, una «pel·lícula dins d'una pel·lícula» que es va estrenar al Centro Cultural General San Martín el 2017.
Després d’haver realitzat Los dioses de agua, César va sentir que no havia conclòs amb tot el que necessitava transmetre, per la qual cosa va sorgir la idea de realitzar la continuació El cielo escondido. La pel·lícula continua la història del protagonista, Hermes, encara que interpretat per l'actor Pablo Padilla en comptes de Juan Palomino. El director va elaborar el guió al costat de la montajista Liliana Nadal, a qui coneixia des de la seva primera pel·lícula. César va començar a buscar potencials socis en línia després de tenir el guió, eventualment coneixent a Pedro Mendoza de la productora namibia New Mission Films. El rodatge es va dur a terme tan sols deu dies després de la correspondència inicial entre el director i Mendoza. La pel·lícula va ser en gran part finançada pel INCAA i la Namíbia Film Comission, sent la primera coproducció entre l'Argentina i aquest país. El cielo escondido es va rodar al juliol de 2015 en les localitats namibias de Twyfelfontein, Swakopmund, Walvis Bay, Kolmanskop, Lüderitz i la reserva natural NamibRand; i al setembre en la Província de Còrdova, sobretot l'Eden Hotel de La Falda, vinculat al nazisme. En una entrevista de 2016, el periodista Pablo E. Arahuete li va preguntar a César què va ser el més ardu en el rodatge de El cielo escondido, al que el director va contestar:
| « | El més ardu va ser filmar el diàleg entre Hermes i els dos bessons himba, els Hidipo, perquè ells eren naturals i no eren actors. Van ser els 3 primers dies de rodatge i tot era molt complex. No teníem opció a més. Per a l'actor també va ser difícil perquè havia d'enfrontar el tema de l'idioma, a pesar que Pablo (Padilla) va ser molt professional i tots els dies estudiava la fonètica de la llengua khoekhoe que parlen els damara, amb l'ajuda d'un professor local. Però aquest rodatge va ser una meravella en línies generals. Tinc solament bons records. Namíbia és un lloc bell. | » |

El cielo escondido es va estrenar a Namíbia el 4 de novembre de 2016 al cinema Ster-Kinekor del centre comercial Maerua Mall, en Windhoek. En 2017, la pel·lícula va obtenir el premi al Millor Actor per a Padilla en el Alternative Film Festival de Toronto, i a la Millor Pel·lícula en els Philadelphia Independent Film Awards (IFAP)..

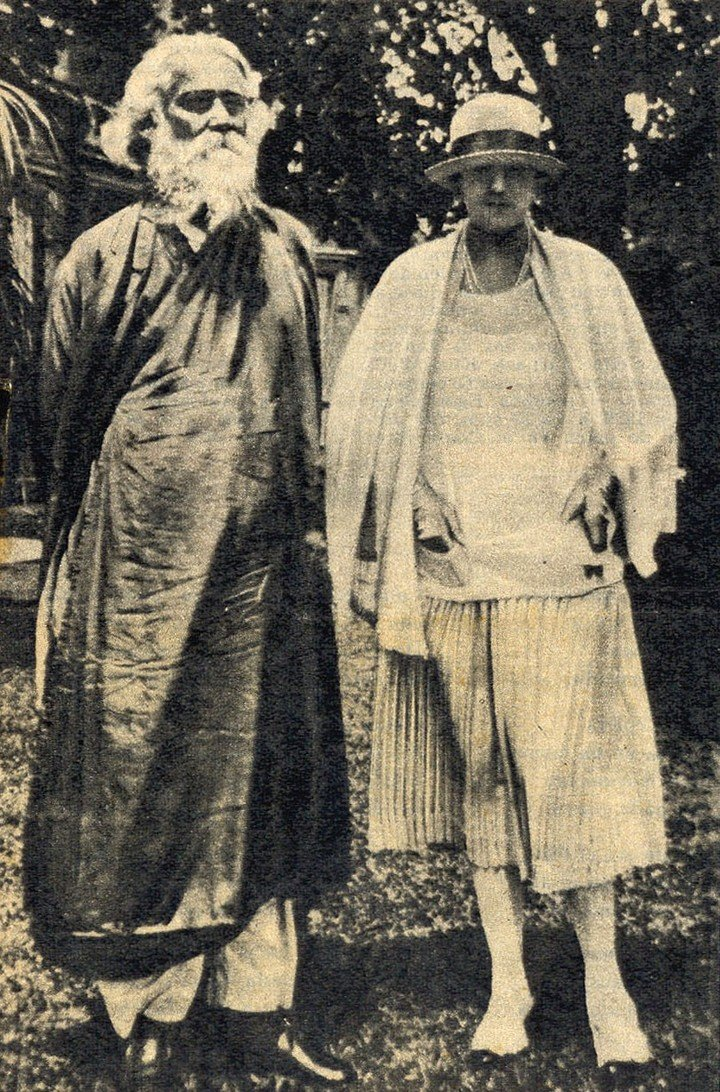
La pel·lícula Pensando en él (2018) —la segona coproducció entre l'Argentina i l'Índia— narra la trobada entre Rabindranath Tagore i Victoria Ocampo en 1924.

En 2017, César va rodar Pensando en él, pel·lícula basada en la trobada entre Rabindranath Tagore i Victoria Ocampo en 1924 a Buenos Aires, interpretats per Victor Banerjee i Eleonora Wexler, respectivament. La idea del film va sorgir en 2008, quan el llavors Ambaixador de l'Índia a l'Argentina, Rengaraj Viswanathan, li va proposar que contés la història durant una visita en l'ambaixada. A César li va entusiasmar molt la idea ja que tenia ampli coneixement sobre la literatura de Tagore, especialment les traduccions que ell havia fet de poetes sufís. El director va explicar el procés de recerca i elaboració del guió en una entrevista amb The Indian Express:
| « | Vaig convocar a Jeronimo Toubes, guionista argentí. Comencem a estudiar junts. Jerónimo fins i tot va fer un viatge a l'Índia en 2009 per investigar el tema. Durant quatre anys, va realitzar una profunda recerca sobre el tema. Ens va encantar el llibre de Ketaki Kushari Dyson In Your Blossoming Flower-Garden, un treball profund sobre la relació entre Tagore i Ocampo. Vam llegir tots els llibres referents a la labor educativa de Tagore a Bolpur, Santiniketan, ja que el focus de la pel·lícula, encara que és la relació entre Tagore i Ocampo, és la fascinació de Victoria en la visió d'un home sobre l'educació de l'ànima humana. El llibre de Ocampo, Tagore en las barrancas de San Isidro, així com les cartes intercanviades entre ells ens van ajudar a descobrir la fascinació mútua que existia entre els dos. | » |

Pensando en él és la segona coproducció entre l'Argentina i l'Índia. Es va rodar a l'Argentina —incloent la residència Vila Ocampo— i a l'Índia, incloent-hi una casa de Tagore i «El Ashram», espècie d'escola fundada per ell. Pensant en ell va ser presentada com a pel·lícula de clausura en el IFFI de Goa. Es va estrenar a Argentina el 24 d'agost de 2018, i la seva estrena índia al setembre de 2019. En 2018, la pel·lícula va ser seleccionada per a la participar en el Festival de Cinema Asiàtic a Taiwan, el Festival Internacional de Cinema de Dhaka i Festival de Cinema Llatinoamericà. Segons Satish Singh del periòdic indi Afternoon Voice: «L'Honorable President de l'Índia, Ram Nath Kovind, també ha esmentat la pel·lícula Pensant en ell en la seva residència. Això va succeir quan el President de l'Argentina, Maurici Macri, es va reunir amb l'Honorable President de l'Índia el 18 de febrer de 2019. El president de l'Argentina, Macri, havia vingut a l'Índia per a assistir al 70° aniversari de l'establiment de relacions diplomàtiques formals entre l'Índia i l'Argentina».
En 2016, César va conèixer al productor marroquí Souad Lamriki —cofundador de la productora Agora Films— durant un panell sobre coproduccions africanes, realitzat en el marc del Festival Internacional de Cinema de Mar del Plata. Tots dos van decidir col·laborar en una pel·lícula, resultant en El llamado del desierto, dirigida per César i estrenada a l'Argentina el 29 de juny de 2018. A pesar que l'Argentina i el Marroc havien signat un memoràndum d'entesa de col·laboració cinematogràfica l'any 2000, El llamado del desierto va ser la primera coproducció entre tots dos països. La majoria del seu finançament va estar a càrrec del INCAA i del Centre Cinématographique Marocain (CCM). Segons el director, la pel·lícula va «ser forjada pel desig d'iniciar una activitat de coproducció entre les dues nacions, més que per desenvolupar un projecte preseleccionat o un guió existent.» El guió va estar a càrrec de Jerónimo Toubes i després traduït al francès, en part perquè el pogués ser considerat pel CCM, però també per a ser revisat per Agora Films abans de retenir les escenes en castellà i reelaborar seccions rellevants de diàleg en àrab marroquí. En 2021, L'anomenat del desert va tenir el seu première mundial en la Competència Oficial de la desena edició del Festival Internacional de Cinema i Memòria Comuna de Nador, el Marroc, on l'actor Abdellah Cakiri va guanyar el premi al Millor Actor Protagonista..
César ha dictat diverses conferències sobre l'anomenada «Cooperació Sud-Sud», fomentant maneres de producció, distribució i difusió de pel·lícules del sud global que contrastin amb les tendències dominants. Ha donat seminaris sobre la temàtica al costat del seu soci Pablo Ballester en el IFFI (2015), el Festival Internacional de Cinema Kelibia (2016), el Festival de Cinema de Cartago] (2017), FESPACO (2015) i el Kalasha Film Market (2018).
La pel·lícula més recent de César es El día del pez (2020), la primera coproducció entre Argentina i Costa d'Ivori, i l'última part de la trilogia conformada al costat de Los dioses de agua i El cielo escondido.

## Filmografia

### Curtmetratges
- La diversión del rey (1975)
- Lúgubre venganza (1977)
- El espiritista (1977)
- El caso Mandrox (1977)
- El medallón (1977)
- Objeto de percepción (1978)
- La máquina (1978)
- La viuda negra (1979)
- Itzengerstein (1979)
- La visión de Ezequiel (1979)
- Apocalipsis (1980)
- Del génesis (1980)
- Black Sabbath (1980)
- Segundas Jornadas de Cine No Profesional (codirigit amb Mario Levit) (1980)
- Aeropuertito (1981)
- Teatro de sangre (1982)
- La rebelión de las masas (1982)
- Ecce vivitas nostra (codirigit amb Jorge Polaco) (1983)
- Memorias de un loco (1984)
- O como prólogo (1985)
- Mis vecinos (1985)

### Llargmetratges
| Any  | Pel·lícula                          | Director | Guionista | Productor | Muntatgista |
| ---- | ----------------------------------- | -------- | --------- | --------- | ----------- |
| 1982 | De las caras del elspejo            | Sí       | Sí        | Sí        | Sí          |
| 1988 | La sagrada familia                  | Sí       | No        | Sí        | No          |
| 1991 | Equinoccio, el jardín de las rosas  | Sí       | Sí        | No        | No          |
| 1993 | Fuego gris                          | Sí       | Sí        | No        | Sí          |
| 1996 | Unicornio, el jardín de las frutas  | Sí       | Sí        | No        | No          |
| 1998 | Afrodita, el jardín de los perfumes | Sí       | Sí        | No        | No          |
| 2003 | Sangre                              | Sí       | Sí        | No        | No          |
| 2007 | Hunabkú                             | Sí       | No        | No        | No          |
| 2011 | Orillas                             | Sí       | No        | No        | No          |
| 2014 | Los dioses de agua                  | Sí       | Sí        | Sí        | No          |
| 2016 | El cielo escondido                  | Sí       | Sí        | No        | No          |
| 2018 | Pensando en él                      | Sí       | No        | No        | No          |
| 2018 | El llamado del desierto             | Sí       | No        | Sí        | No          |
| 2020 | El día del pez                      | Sí       | Sí        | Sí        | No          |